# Bugzilla
Bugzilla je webová aplikace pro sledování chyb (bug tracking) původně vyvinutá a používaná organizací Mozilla. Jde o open source software s licencí Mozilla Public License, která je používána v mnoha proprietárních i open source projektech. 
Bugzilla potřebuje ke své činnosti nainstalovaný webový server (například Apache) a databázový systém (například MySQL nebo PostgreSQL). Chybu může vložit kdokoliv a každá chyba je přiřazena konkrétnímu vývojáři. U každé chyby je možné evidovat řadu parametrů (popis, stav, závažnost, apod.) a lze k ní přidávat komentáře, záplaty (patches), ukázky dané chyby apod.
Význam pojmu chyba (bug) je zde velmi obecný, neboť se tato aplikace používá nejen pro evidenci chyb v pravém slova smyslu, ale i pro návrhy na vylepšení a požadavky nových funkcí. Podobné aplikace se z tohoto důvodu často nenazývají jako nástroje pro bug tracking ale jako nástroje pro issue tracking.

## Historie
Bugzilla byla původně napsána Terrym Weissmanem v roce 1998 jako open source náhrada obdobného systému používaného v Netscape Communications Corporation. Původně byla napsána v Tcl, ale ještě před zveřejněním byla přepsána do Perlu. První dostupná verze byla Bugzilla 2.0.

## Požadavky pro instalaci
Přesné požadavky pro instalaci popisují poznámky k vydání a patří mezi ně:
- některý z podporovaných databázových serverů (nejčastěji MySQL nebo PostgreSQL)
- vhodná verze jazyka Perl, doporučená alespoň 5.12
- kolekce modulů pro jazyk Perl
- webový server podporující CGI (např. Apache)
- vhodný poštovní server (Mail Transfer Agent – např. Sendmail, qmail, Postfix nebo Exim)